# Ex Libris (schweizerisches Unternehmen)
Ex Libris ist ein Schweizer Medienanbieter und eine Tochtergesellschaft des Detailhandelskonzerns Migros.

## Tätigkeit
Das Unternehmen betreibt 16 Filialen (Stand März 2025) in der Deutschschweiz sowie mit mehr als 15 Millionen Artikeln, davon über fünf Millionen E-Books, den grössten Medien-Onlineshop der Schweiz. Ex Libris beschäftigt 216 Mitarbeiter und erwirtschaftete im Jahr 2024 einen Umsatz von 121 Millionen Franken.
Das Produktangebot umfasst hauptsächlich Bücher, Spiele, Hörbücher, Musik, Filme, Computerspiele, Software sowie Unterhaltungselektronik und Zubehör. Über den Onlineshop bietet Ex Libris zudem auch digitale Produkte wie E-Book-Downloads an.

## Geschichte

### Buchclub

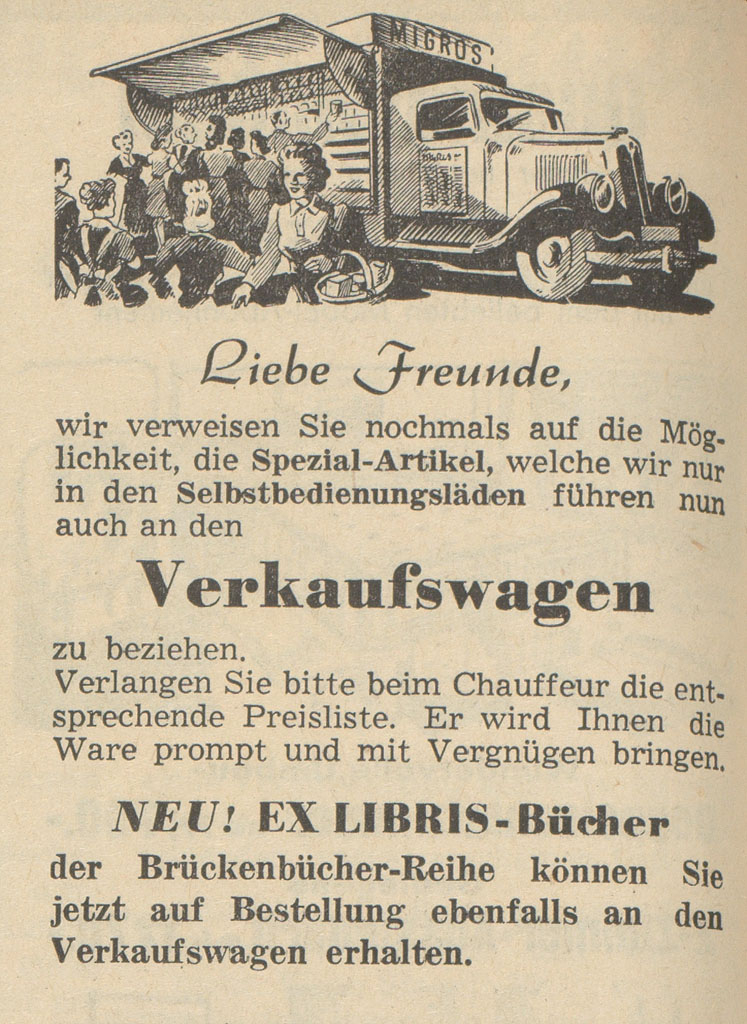
Ex Libris-Bücher im Migros-Verkaufswagen 1951

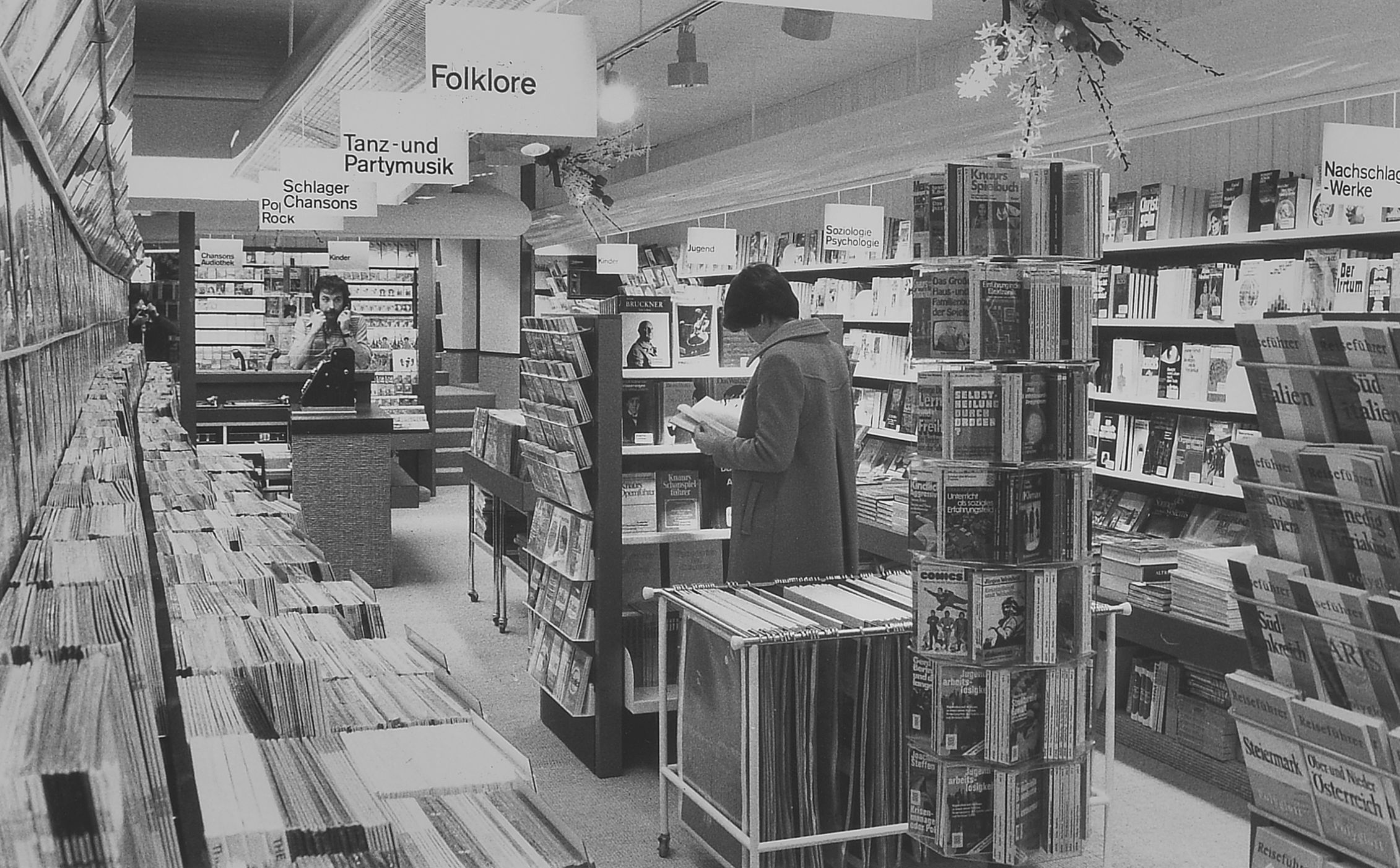
Ex Libris-Filiale in Bern, ca. 1970

Ex Libris wurde 1947 als Buchclub gegründet, als sie die Restbestände der Deutschen Buch-Gemeinschaft in der Schweiz erwarb. Sie hatte aber Mühe, sich gegen die Büchergilde Gutenberg zu behaupten. 1950 wandten sich die Gründer des Buchclubs an Migros-Chef Gottlieb Duttweiler und baten ihn um Unterstützung. Die Migros beteiligte sich finanziell und war bei der Buchproduktion behilflich. Unter der Leitung von Elsa Gasser konnte das Sortiment markant ausgeweitet werden. Bis 1955 stieg die Zahl der Mitglieder um fast das Zwölffache auf 65'000 an. 1956 übernahm Migros die Ex Libris ganz.
Das Angebot bestand aus Lizenzausgaben der wichtigsten Verlage des deutschsprachigen Raums. Neben Literatur umfasste es auch Kunst, Geschichte, Soziologie und Jugendliteratur. Daneben erschienen bei Ex Libris auch Buchreihen, die dem Kulturaustausch und der Stärkung des Zusammenhalts der Landesteile dienen sollten. Dazu gehörte die ch-Reihe mit Titeln junger Schweizer Autoren und von 1979 bis 1983 die von Charles Linsmayer betreute Reihe Frühling der Gegenwart mit dreissig Neuauflagen von Schweizer Romanen und Erzählungen des Zeitraums 1890–1950. Der Buchclub, der 1982 über 650'000 Mitglieder zählte, war sowohl im Buchhandel als auch als Verlag tätig. Ebenso publizierte er die Mitgliederzeitschrift «ex libris». Aufgrund einer Krise Mitte der 1980er-Jahre gab das Unternehmen seine Verlagstätigkeit auf. Die Vielzahl der Aktivitäten war lange Zeit durch das Migros-Kulturprozent unterstützt worden.

### Grammoclub
Auf Anregung Gassers begann Ex Libris 1952 auch Musik zu verkaufen. Gleichzeitig begann die Ära der Vinylschallplatte, welche die zerbrechliche Schellackplatte ersetzte. In der ersten Phase wurden die Originalplatten aus England, Frankreich und den USA in von Ex Libris produzierte Hüllen gesteckt. Für die Covergestaltung waren Schweizer Grafiker zuständig. Zuerst umfasste das Angebot nur Klassik, um einem gehobenen Anspruch an Kultur zu genügen. Erst mit der Zeit kamen gewählte Platten mit Unterhaltungs- und Tanzmusik hinzu, später Jazz und Pop – zumeist mit eigenen Plattenhüllen. 
Im Jahr 1949 beteiligt sich der Migros-Gründer Gottlieb Duttweiler an Ex Libris. Ab Herbst 1952 wird aufgrund erfolgreicher Verkäufe von Büchern und neu Vinyl-Schallplatten der Ex Libris der Grammo-Club gegründet. Die Firma heisst jetzt Ex Libris Buch- und Schallplatten-Club. 1956 nimmt Duttweiler die Ex Libris als Tochtergesellschaft der Migros vollständig unter seine Fittiche. Für Ex Libris gebaute Geräte waren vorwiegend kompakte Plattenspieler mit eingebautem Verstärker als portable Koffer-Modelle oder als Heimgerät mit Stereo-Verstärker, teilweise mit Anschluss für Tuner und Tonbandgeräte inkl. zwei Lautsprecherboxen. Komet Radio AG baute verschiedene Variationen solcher Anlagen, wobei auch die Entwicklung und Montage der Lautsprecherboxen bei Komet Radio AG in Mitlödi erledigt wurden.
Um 1990 wurden die letzten Plattenbestände vor den Ex Libris-Filialen ausverkauft. Bis heute verkauft werden die Kasperlitheater, dessen erstes 1967 noch als Vinyl-Platte erschienen ist.

### Strukturwandel seit 2010
In den Jahren um 2010 beeinträchtigten starke Marktveränderungen den Geschäftsgang bei Ex Libris. Der Strukturwandel im Medien-Handelsmarkt hatte sich in dreierlei Hinsicht bemerkbar gemacht:
1. Kunden kauften ab 1998 nach dem Start von Amazon Deutschland vermehrt online ein oder gingen aufgrund des günstigen Euro-Kurses ins grenznahe Ausland.
2. Filme, Musik, Software/Games sowie Bücher wurden zunehmend digitalisiert verkauft und konsumiert.
3. Spotify, Apple Music, Amazon Prime oder Netflix schufen auf neuester Technologie neue Nutzungskonzepte mit hohem Konsum-Komfort für ihre Nutzer. Eine einzige Musik-CD kostete oft mehr als das Monatsabo eines Streamingdienstes.

Ex Libris eröffnete bereits 1999 einen Online-Shop, 2010 folgte die erste iOS App, 2012 die erste Smart-TV-App und 2013 der mobil-optimierte Shop. Die Omni-Channel-Strategie sah und sieht eine Einbindung von neuen Kanälen vor. Über die Jahre hatte Ex Libris die Verlagerung nach Online mit digitalen Angeboten gestärkt und das Filialnetz an die veränderten Konsumentenbedürfnisse angepasst.
Im Oktober 2015 begann Ex Libris, Video-Streaming-Angebote als Teil einer Cross-Channel-Konzeption anzubieten. Internationale Vorpremieren, Neuheiten und TV-Serien aus den USA konnten, bis das Angebot im September 2020 eingestellt wurde. 2016 wurde Ex Libris an den Swiss E-Commerce Awards zum besten Online-Shop der Schweiz gekürt. Von März 2018 bis Oktober 2021 bot Ex Libris gegen 600'000 der meistverkauften Artikel aus ihrem physischen Sortiment auch im Online-Warenhaus Galaxus an.
Gestiegene Online-Umsätze vermochten die Einbussen im stationären Geschäft nicht zu kompensieren, generell sank der Umsatz von 2010 bis 2019 von knapp 190 Mio. Schweizer Franken auf gut 100 Millionen. Im Jahr 2010 verfügte Ex Libris noch über 114 Filialen, im Januar 2018 noch deren 57, welche bis Ende des Jahres auf noch 14 Läden reduziert wurden. Die Migros-Tochter strebt einen weiteren Ausbau ihres Cross-Channel-Angebots an. 2019 ist Ex Libris in die Rentabilität zurückgekehrt und hat die Transformation vom stationären Händler mit Online-Shop zu einem Online-Shop mit stationärem Handel vollzogen. Im Jahr 2023 wurde damit begonnen die Filiale in Zürich-Oerlikon mit Hotelplan zu teilen.